# Halozetes intermedius
Halozetes intermedius is een mijtensoort uit de familie van de Ameronothridae. De wetenschappelijke naam van de soort is voor het eerst geldig gepubliceerd in 1963 door Wallwork.